# Most im. 15 Pułku Piechoty „Wilków”
Most im. 15 Pułku Piechoty „Wilków” – most drogowy nad Wisłą na wysokości Dęblina, położony w ciągu drogi krajowej nr 48.
W 1984 Dyrekcja Okręgowa Dróg Publicznych w Kielcach rozpoczęła budowę stałego mostu drogowego w Dęblinie. Z braku wystarczających pieniędzy nowy most postanowiono wykorzystując środki finansowe przeznaczone na remonty. Nowy most budowano 3 metry w dół rzeki poniżej dotychczasowego. Planowano wykorzystać większość stalowych przęseł przesuwając je z dotychczasowych podpór drewnianych na nowe żelbetowe. Jedynie dwa skrajne przęsła od strony Dęblina miano wykonać nowe przęsła. W trakcie budowy natrafiono na części zniszczonych wcześniejszych mostów. Budowę podpór zakończono w 1988. Montaż nowych przęseł i przenoszenie pozostałych wykonywał Mostostal od maja 1989. W trakcie prac okazało się, że ze względu na ich stan trzeba wykonać jeszcze kolejne cztery nowe przęsła. Most otwarto w 17 września 1990.
Most ma 13 przęseł o różnej konstrukcji, wykonanych z różnych gatunków stali (przęsła z wcześniejszego mostu, z rezerw i nowo projektowane). Rozpiętość przęseł wynosi od 23,1 m do 54,43 m (w osiach). Przyczółki żelbetowe, podpory pośrednie w formie ścian owalnych o grubości 2,0 m. Całkowita długość mostu wynosi 449,8 m, a szerokość to 9,3 m. Jezdnia ma szerokość 5,5 m, po jej obu stronach znajdują się chodniki dla pieszych.
Most przeszedł generalny remont od czerwca do października 2017 roku, koszt remontu wyniósł 4 775 254,51 PLN.